# Якубово (Росія)
Якубово (рос. Якубово) — присілок Сафоновського району Смоленської області Росії. Входить до складу Пушкінського сільського поселення. Населення — 1 особа (2007 рік).